# Centaurea cithaeronea
Centaurea cithaeronea — вид квіткових рослин айстрових (Asteraceae). Ендемік Греції.

## Морфологічна характеристика
Багаторічна рослина. Листки та стебла густо запушені. C. cithaeronea утворює невеликі купини, які підіймаються над землею на кілька сантиметрів. Квіти жовті. Цвітіння: середина літа.

## Середовище
населяє кам'янисті та галечнисті місця, на безлісих схилах або в прогалинах ялинових лісів. Часто в районах з сильними вітрами на хребтах.